# Нубийски козирог
Нубийски козирог (Capra nubiana) е вид средноголеми бозайници от семейство Кухороги (Bovidae).

## Външен вид
Нубийските козирози са най-малките представители на рода. Имат добре изразен полов диморфизъм, изразяващ се във факта, че самките са приблизително три пъти по-дребни от мъжките. Средната дължина на тялото при мъжките е 125 cm, а при женските 105 cm. Съответната височина при холката е 75 cm и 65 cm. Теглото при мъжките е 62,5 kg, при женските – 26,5 kg.
Космената покривка на представителите на вида е жълто-кафява с черни и бели петна по краката и бял корем. При самците е възможно окраската да се промени през август, като преминава към тъмно кафява до черна в областта на шията, гърдите, плещите, на корема и предната част на бедрата. При самците има и тъмна ивица по гърба. Рогата са много дълги и тънки, отначало извити назад, а след това и надолу. При мъжките дължината може да достигне до един метър, а при женските до 30 cm.

## Поведение
Нубийските козирози обитават планински райони като стръмни склонове, каменисти райони, които са изключително бедни на растителност. Като правило обитават най-отдалечените и високи непристъпни скалисти места.
Представителите на вида не са особено гласовити, но те са изработили система от сигнали, с които да показват своята агресивност.
Най-старият известен нубийски козирог е живял в неволя 17 години, но се смята, че в природата живеят по-малко – средно 10 – 16 години.

## Систематика и разпространение
Нубийските козирози имат два подвида:
- Capra nubiana nubiana, разпространен на Арабския полуостров (Оман, Йемен, Саудитска Арабия, Йордания и Израел) и в Северна Африка на изток от река Нил (Египет, Судан и Еритрея). Обитава скалисти планини на височина до 2800 метра.
- Capra nubiana walie, разпространен е в планината Симиен в Етиопия, на височина до 4000 метра сред скали и храстовидна растителност.[5]

## Връзка с хора и животни
В сухия сезон на годината нубийските козирози се нуждаят от водопой. Това е използвано от местните бедуини, за да ловуват представители на вида. Естествени врагове за козлите са и хищни бозайници като леопарди, вълци и ивичести хиени. По оценки на популацията от 1997 г. в света са останали едва около 2500 индивида от вида.